# Ari Aster
Ari Aster (Nueva York, 15 de julio de 1986) es un director de cine y guionista estadounidense. Es más conocido por haber escrito y dirigido las películas de terror Hereditary (2018) y Midsommar (2019), así como el cortometraje The Strange Thing About the Johnsons (2011).

## Biografía
Su padre era músico y su madre poetisa. Tiene un hermano menor. Su familia es judía. Recuerda haber visto su primera película cuando tenía cuatro años, Dick Tracy. La película presentaba una escena donde el personaje disparaba con un subfusil tommy mientras una pared de fuego estaba detrás de él. Según Aster, saltó de su asiento y "corrió seis calles de Nueva York", y su madre le tuvo que perseguir. En su niñez temprana, la familia de Aster vivió brevemente en Chester, Inglaterra. Regresaron a los Estados Unidos cuando tenía 10 años, estableciéndose en Nuevo México.
De niño, Aster se vio obsesionado por las películas de terror, frecuentemente alquilándolas de tiendas de vídeo local: "Agoté la sección de terror de cada tienda de vídeo que podía encontrar [...] No supe cómo para reunir personas quienes gastarían en algo como esto [...] Me encontré justo escribiendo guiones". En 2010, Aster se graduó de la Universidad de Santa Fe, en Santa Fe, Nuevo México, antes de conseguir un grado de Maestro en Bellas artes del Conservatorio AFI en Los Ángeles, donde conocería a muchos de sus colaboradores futuros.
El filme debut de Aster fue el polémico cortometraje TDF Really Works, filmado en 2011, el cual sería seguido por The Strange Thing About the Johnsons. Entre 2011 y 2018, Aster escribió y dirigió cinco cortometrajes más, a menudo acompañado por sus amigos del Conservatorio AFI, Alejandro de Leon y Pawel Pogorzelski, para producir y filmar.
Aster debutó en la dirección de largometrajes con la película de drama-terror Hereditary, cuya distribución fue encargada a A24 en 2018 y que consiguió múltiples elogios de la crítica. La siguiente producción de Aster sería, también con A24, la película folclórica de terror Midsommar. La cinta fue estrenada el 3 de julio de 2019 con reseñas positivas, y estuvo protagonizada por Florence Pugh y Jack Reynor.
Ari Aster y el productor Lars Knudsen anunciaron en junio de 2019 el lanzamiento de su compañía productora, Square Peg.

## Influencias
En una entrevista con IndieWire, Aster listó algunas de sus películas favoritas, entre ellas, Rosemary´s Baby, Fanny y Alexander, Persona, Un asunto de vida y muerte, La Cosa, 45 años, Un día de verano más brillante, La edad de la inocencia, En boca de la locura, La profesora de piano, 8½ y Repulsión.

## Filmografía

### Largometrajes
| Año  | Tipografía       | Director | Escritor | Productor | Rotten Tomatoes                                | Metacritic      |
| ---- | ---------------- | -------- | -------- | --------- | ---------------------------------------------- | --------------- |
| 2018 | Hereditary       | Sí       | Sí       | No        | 89% (8.2/10 de reseñas promedio) (349 reseñas) | 87 (49 reseñas) |
| 2019 | Midsommar        | Sí       | Sí       | No        | 83% (7.5/10 de reseñas promedio) (334 reseñas) | 73 (53 reseñas) |
| 2023 | Beau tiene miedo | Sí       | Sí       | Sí        |                                                |                 |
| 2023 | Dream Scenario   | No       | No       | Sí        |                                                |                 |
| 2024 | Sasquatch Sunset | No       | No       | Ejecutivo |                                                |                 |
| 2025 | Eddington        | Sí       | Sí       | Sí        |                                                |                 |

### Cortometrajes
| Año  | Título                               | Director | Escritor | Editor | Notas         |
| ---- | ------------------------------------ | -------- | -------- | ------ | ------------- |
| 2011 | TDF Really Works                     | Sí       | Sí       | No     | También actúa |
| 2011 | The Strange Thing About the Johnsons | Sí       | Sí       | No     |               |
| 2011 | Beau                                 | Sí       | Sí       | No     | También actúa |
| 2013 | Munchausen                           | Sí       | Sí       | No     |               |
| 2013 | Basically                            | Sí       | Sí       | Sí     |               |
| 2014 | The Turtle's Head                    | Sí       | Sí       | Sí     |               |
| 2016 | C'est la vie                         | Sí       | Sí       | Sí     |               |
| 2021 | Elevated folk story                  | Sí       | Sí       | Sí     |               |